# Guava
Guava (Psidium guajava) är en art i familjen myrtenväxter som förekommer naturligt från Mexiko och Västindien till södra Sydamerika. Exakt ursprung är okänt då arten odlats under lång tid. Linné, som beskrev arten 1753 trodde dock att den kom från Indien. Arten har ätliga frukter och odlas numera kommersiellt i flera tropiska och subtropiska områden. Frukten importeras regelbundet till Sverige.
Guava är en städsegrön buske eller litet träd med utbredda grenar, som kan bli 10 meter högt. Barken är slät och kopparbrun, den flagnar och visar de gröna undre lagren. Unga grenar är fyrkantiga och dunhåriga. Bladen är aromatiska om de krossas, motsatta med korta bladskaft, ovala till avlångt elliptiska med något oregelbunden kant, 7–15 cm långa, 3–5 cm breda, läderartade med tydliga parallella nerver, mer eller mindre dunhåriga på undersidan. Blommorna sitter i små samlingar i bladvecken, de är svagt doftande och cirka 2,5 cm i diameter. Kronbladen är 4–5 cm, vita och faller tidigt. Ståndarna kan vara så många som 250 stycken, de är vita med blekgula ståndarknappar. Frukten har en söt, myskaktig doft, den kan vara rund, ägg- eller päronformad, 5–10 cm lång med kvarsittande rester av foderbladen i spetsen. Färgen är gul, ofta med en rosa ton. Fröna är många, 112–535 stycken, men mer eller mindre kärnfria sorter förekommer.

## Synonymer
- Myrtus guajava (L.) Kuntze
- Psidium guajava var. cujavillum (Burman) Krug & Urb.
- Psidium guajava var. minor Mattos
- Psidium guava Griseb.
- Psidium guayava Raddi
- Psidium igatemyensis Barb. Rodr.
- Psidium pomiferum L.
- Psidium pumilum Vahl
- Psidium pumilum var. guadalupense DC.
- Psidium pyriferum L.

Guavafrukter i bild
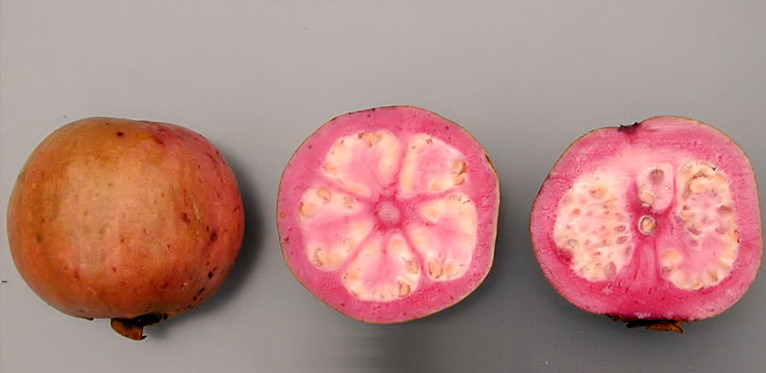
Psidium guajava "Thai Maroon"
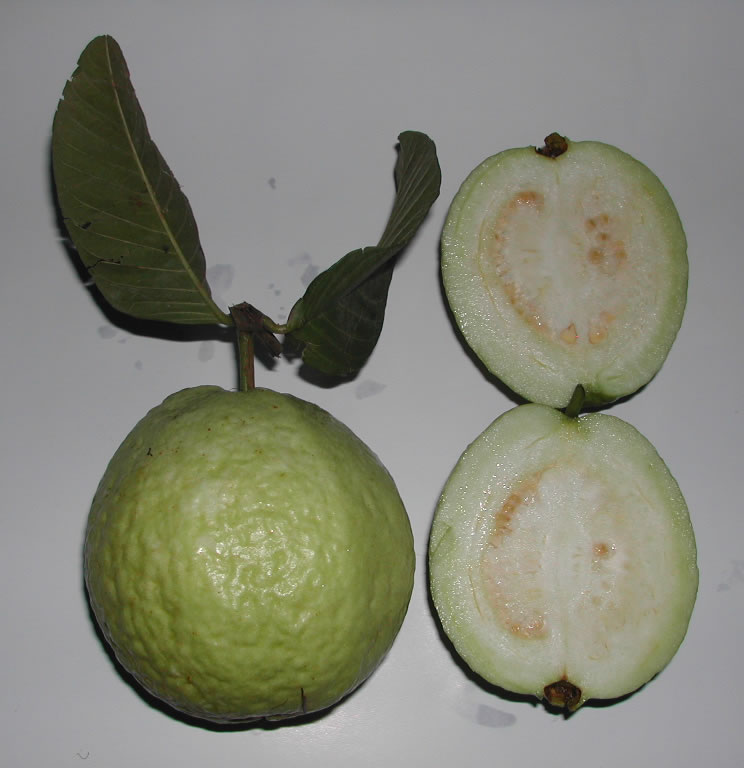
Grön Psidium guajava från Taiwan
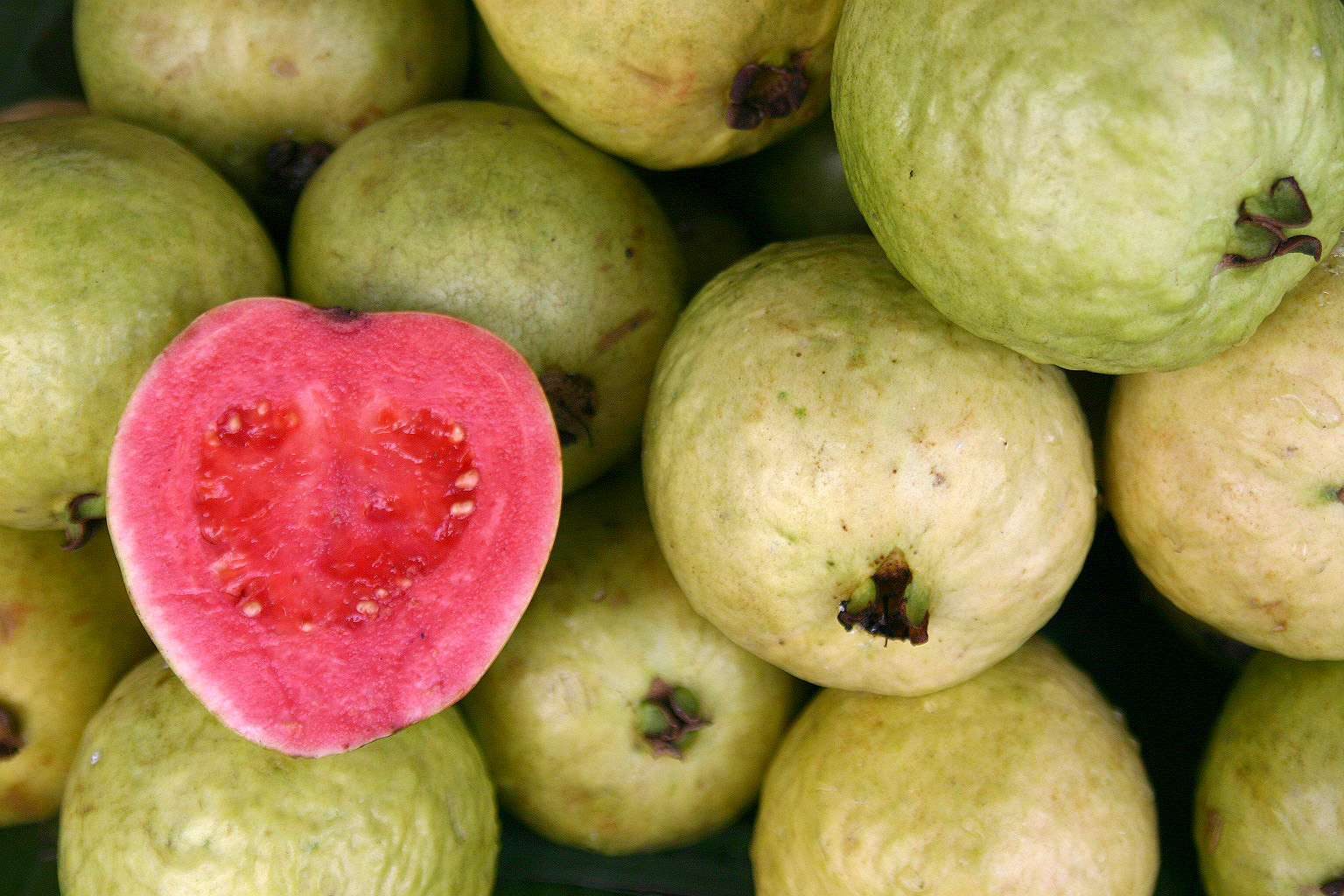
Indonesiska guavor